# Rue Guillaumot
La rue Guillaumot est une voie située dans le 12e arrondissement de Paris, en France.

## Origine du nom
La rue porte le nom de l'ancien propriétaire du terrain.

## Historique
Cette voie est ouverte en 1862 sous le nom de « cité Guillaumot ».
Devenue une rue, elle prend le nom de « rue Guillaumot » par arrêté du 31 janvier 1927.
Cette voie ne doit pas être confondue avec le « passage Guillaumot » ouvert en 1853, qui sera ensuite renommé « passage Guillaumot-Lainet », puis « avenue de Corbera » en 1931.